# OnDirecTV
OnDirecTV es un canal de televisión por suscripción latinoamericano exclusivo de la proveedora satelital DirecTV que transmite series, películas, documentales, eventos musicales y cértamenes de belleza en exclusiva para sus abonados.

## Señales
Las 2 señales son emitidas nativamente en alta definición en simultáneo con la señal en resolución estándar
- Señal Sur: disponible para Argentina, Chile y Uruguay. Usa como referencia el horario de Buenos Aires (UTC-3).
- Señal Norte: disponible para Colombia, Ecuador, Perú, Venezuela y el Caribe. Usa como referencia el horario de Bogotá (UTC-5).

## Programas
- The Tonight Show Starring Jimmy Fallon (NBC)
- BabyTV (hasta 2023)
- OnSTAGE
- OnCINEMA
- DNews en OnDirecTV

## Eventos
- Miss Mundo
- Miss Supranacional
- Miss Internacional
- Miss Tierra
- Miss Venezuela
- Miss Colombia
- Miss Universo Chile
- Miss Argentina Universo